# Dollerup (Niemcy)
Dollerup – gmina w Niemczech w kraju związkowym Szlezwik-Holsztyn, w powiecie Schleswig-Flensburg, wchodzi w skład związku gmin Amt Langballig.